# Ferrari F355
Ferrari F355 je sportovní auto stavěné od května 1994 do roku 1999. Je to evoluce Ferrari 348 a bylo nahrazeno modelem Ferrari 360. Jedná se dvousedadlové kupé s motorem V8 uprostřed a poháněnou zadní nápravou. Jedním z hlavních rozdílů mezi V8 v modelu 348 a tím v F355, kromě zvýšení objemu z 3.4 na 3.5l, je ten, že F355 má 5 ventilů na válec, takže je mnohem výkonnější. Stejně jako jeho předchůdci i následovníci je F355 docela obyčejný automobil (pro Ferrari) s 11.273 vyrobenými kusy.
Ze začátku byly k dispozici dva modely: kupé Berlinetta a targa GTS. Verze Spider (roadster) byla představena v roce 1995. Roku 1998 se začala do Ferrari 355 dodávat poloautomatická převodovka s technologií z Formule 1 s řazením pádly pod volantem (tehdy se umístilo ono F před 355), která zvýšila cenu u dealerů o £6.000.
Názvosloví nepokračuje ve stylu z předchozích desetiletí, tzn. objem motoru + počet válců (např. 246 = 2.4 litru + 6 válců, 308 = 3.0 litru + 8 válců a stejně tak u 328, 248, 512 atd.). Tentokrát Ferrari použilo objem motoru plus počet ventilů na válec, protože byli pyšní na tuto technologickou novinku, takže 355 znamená 3.5 litrový motor a 5 ventilů na válec.

## F355 Challenge
Roku 1995 představilo Ferrari závodní verzi F355 Challenge speciálně pro použití během Ferrari Challenge. Ferrari F355 Challenge mělo stejné výkonové a rozměrové specifikace jako originál. Ferrari jednoduše přidalo závodní sedačky, přítlačné křídlo a ochranou klec. Bylo vyrobeno 109 kusů. Každá F355 Challenge má na zádi emblém, který jasně oznamuje „F355 Challenge“.

## Výkony
- 0-96 km/h: 4.7 s[1]
- 0-160 km/h: 10.8 s
- 0–400 m: 12.9 s
- 0-1000 m: 23.7 s
- Maximální rychlost: 295 km/h (183 mph)

## 355 Serie Fiorano
Ke zdůraznění konce modelu 355 Ferrari postavilo 100 kusů s označením „Serie Fiorano“. Auto bylo představeno na ženevském autosalonu v roce 1999 spolu s novým modelem 360 Modena. Tyto vozy jsou o něco nižší než standardní model, mají upravené řízení a přeprogramovaný palivový čip. Auta Serie Fiorano jsou všechno kabriolety (Spider) a dají se snadno identifikovat podle plakety s číslem na palubní desce.